# Schönwölkau
Schönwölkau es un municipio situado en el distrito de Sajonia Septentrional, en el estado federado de Sajonia (Alemania), a una altitud de 63 metros. Su población a finales de 2016 era de unos 2400 habitantes y su densidad poblacional, 49 hab/km².